# Nazionale maschile di hockey su ghiaccio della Slovenia
La nazionale di hockey su ghiaccio della Slovenia (Slovenska hokejska reprezentanca) è classificata al 15º posto nella classifica mondiale maschile.

## Nazionale maschile
La nazionale maschile, soprannominata Linci (Risi, in lingua slovena), ha fatto il suo esordio il 20 marzo 1992, in una gara disputata a Klagenfurt contro l'Austria e persa per 1-0. Nel 1993 ha partecipato per la prima volta al mondiale, nel gruppo C. Nel 1997 è stata promossa nel gruppo B e nel 2001 per la prima volta nell'élite dell'hockey mondiale. Dopo due stagioni è retrocessa nuovamente in I divisione, per essere nuovamente promossa dopo una sola stagione. Altre due edizioni (2005-2006) in gruppo A prima di retrocedere nuovamente, solo per una stagione. Nel 2008 è nuovamente retrocessa.
Si è qualificata per le olimpiadi per la prima volta nel 2014.

### Campionati del mondo
| Edizione | Sede                           | Piazzamento                                               |        |
| -------- | ------------------------------ | --------------------------------------------------------- | ------ |
| 1992     |                                | n/d                                                       |        |
| 1993     | Lubiana e Bled                 | 20º posto (4º posto nel Gruppo C)                         | roster |
| 1994     | Spišská Nová Ves e Poprad      | 25º posto (5º posto nel Gruppo C1)                        | roster |
| 1995     | Sofia                          | 27º posto (7º posto nel Gruppo C1)                        | roster |
| 1996     | Jesenice e Bled                | 23º posto (3º posto nel Gruppo C)                         | roster |
| 1997     | Tallinn e Kohtla-Järve         | 22º posto (2º posto nel Gruppo C)                         | roster |
| 1998     | Lubiana e Jesenice             | 18º posto (2º posto nel Gruppo B)                         | roster |
| 1999     | Odense e Rødovre               | 21º posto (5º posto nel Gruppo B)                         | roster |
| 2000     | Katowice                       | 23º posto (7º posto nel Gruppo B)                         | roster |
| 2001     | Lubiana                        | 17º posto (1º posto nella I divisione - Gruppo B)         | roster |
| 2002     | Göteborg, Jönköping e Karlstad | 13º posto                                                 | roster |
| 2003     | Helsinki, Tampere e Turku      | 15º posto                                                 | roster |
| 2004     | Danzica                        | 17º posto (1º posto nella I divisione - Gruppo B)         | roster |
| 2005     | Vienna e Innsbruck             | 13º posto                                                 | roster |
| 2006     | Riga                           | 16º posto                                                 | roster |
| 2007     | Lubiana                        | 17º posto (1º posto nella I divisione - Gruppo B)         | roster |
| 2008     | Québec e Halifax               | 15º posto                                                 | roster |
| 2009     | Vilnius                        | 19º posto (2º posto nella I divisione - Gruppo A)         | roster |
| 2010     | Lubiana                        | 18º posto (1º posto nella I divisione - Gruppo B)         | roster |
| 2011     | Bratislava e Košice            | 16º posto                                                 | roster |
| 2012     | Lubiana                        | 17º posto (1º posto nella I divisione - Gruppo A)         | roster |
| 2013     | Stoccolma e Helsinki           | 16º posto                                                 | roster |
| 2014     | Goyang                         | 17º posto (1º posto nella I divisione - Gruppo A)         | roster |
| 2015     | Praga e Ostrava                | 16º posto                                                 | roster |
| 2016     | Katowice                       | 17º posto (1º posto nella I divisione - Gruppo A)         | roster |
| 2017     | Colonia e Parigi               | 15º posto                                                 | roster |
| 2018     | Budapest                       | 21º posto (5º posto nella I divisione - Gruppo A)         | roster |
| 2019     | Astana                         | 20º posto (º posto nella I divisione - Gruppo A)          | roster |
| 2020     |                                | Competizioni annullate a causa della pandemia di COVID-19 |        |
| 2021     |                                | Competizioni annullate a causa della pandemia di COVID-19 | roster |

### Olimpiadi invernali
| Edizione | Sede           | Piazzamento |        |
| -------- | -------------- | ----------- | ------ |
| 1992     | Albertville    | n/d         |        |
| 1994     | Lillehammer    | n/d         |        |
| 1998     | Nagano         | n/d         |        |
| 2002     | Salt Lake City | n/d         |        |
| 2006     | Torino         | n/d         |        |
| 2010     | Vancouver      | n/d         |        |
| 2014     | Soči           | 7º posto    | roster |
| 2018     | Pyeongchang    | 9º posto    | roster |